# Anisodes subalbescens
Anisodes subalbescens là một loài bướm đêm trong họ Geometridae.